# Jonoichthys
Jonoichthys is een geslacht van uitgestorven straalvinnige beenvissen uit het Laat-Jura van Argentinië. Het type en de enige benoemde soort is Jonoichthys challwa. 

## Naamgeving
Het fossiel van Jonoichthys challwa werd in 1970 bij Cerro Lotena door lokale verzamelaars gevonden in de Vaca Muerta-formatie, in de provincie Neuquen, Argentinië. Het werd uiteindelijk mechanisch en door zuurbaden verder geprepareerd. In 1990 werd het gedetermineerd als een cf. Belenostomus en in 2013 in een dissertatie gezien als een Belenostomus nova species A. Op dat moment waren er al studies gaande die wezen op een dermate afwijkend taxon dat naar huidige criteria een benoeming als apart geslacht voor de hand lag.
In 2015 benoemde Soledad Gouiric-Cavalli de typesoort Jonoichthys challwa. De geslachtsnaam verbindt het Tehuelche Jono, 'zee', met het Grieks ichthys, 'vis'. De soortaanduiding is het Mapuche challwa, 'vis'.
Het holotype MOZ-PV 1747 is gevonden in de Portada Covunco-afzetting die dateert uit het vroege tot middelste Tithonien. Het bestaat uit een platgedrukt skelet, zichtbaar van de linkerzijde, waaraan de staart ontbreekt.

## Beschrijving
Jonoichthys had een totale lengte van ruwweg twintig centimeter.
Gouiric-Cavalli stelde verschillende onderscheidende kenmerken vast. Daarbij moet bedacht worden dat ze veel elementen anders identificeert dan eerdere onderzoekers. Zes van de kenmerken zijn autapomorfieën, nieuwe afgeleide eigenschappen. Het schedeldak vormt een grote enkelvoudige plaat gevormd door de versmelting van de snuit, de wandbeenderen, postparietalia en dermopterotica. De kop vormt een massieve structuur met een hoogte die 30% bedraagt van de lengte. Het predentarium van de onderkaken is minstens tienmaal langer dan hoog en beslaat een kwart van de koplengte. Er zijn drie rijen predentaire tanden. De predentaire tanden van de buitenste rand zijn versmolten met het predentarium terwijl de tanden van de binnenste rij een afgeronde extra knobbel bezitten op de buitenrand. Het preoperculum is L-vormig waarbij het zintuigkanaal langs de achterrand eenvoudig gebouwd en enkelvoudig is.
Daarnaast is er een unieke combinatie van op zich niet unieke kenmerken. Jonoichthys is een relatief forse robuuste vis met sterk overdwars afgeplat hoog lichaam. De schedelbotten zijn sterk verbeend. Ze zijn licht geornamenteerd met delicate ganoïne richels en groeven. De kaken zijn zeer lang en steken achteraan tot voorbij de oogkassen. De praemaxillae vormen een relatief lang, hoog en scherp gepunt rostrum. Deze snuit (vooraan eerder laag te noemen) strekt zich ver naar voren uit, zodanig dat 3% van de koplengte voor het predentarium van de onderkaken uitsteekt. Het bovenkaaksbeen draagt een lage en afgeronde lamina antorbitalis. Het predentarium heeft een rechte onderrand. De belangrijkste predentaire en premaxillaire tanden zijn geornamenteerd met lengtegroeven. Het eerste infraorbitale is groot en achteraan breed. Er zijn drie rijen (horizontale) schubben op de flanken waarbij de schubben van de middelste rij de lateraallijn dragen en hoger zijn terwijl de bovenliggende en onderliggende rijen schubben van gelijke grootte hebben met 35% van de hoogte van de schubben van de middelste rij. De lateraallijn ligt op een derde van de hoogte van de bovenrand van de middelste rij gemeten. De flankschubben hebben een gladde achterrand en zijn geornamenteerd met delicate ganoïne richels die evenwijdig aan de lengteas van de schub lopen. De rijen schubben op de rug en de buik worden beide gevormd door rechthoekige en peervormige schubben, geornamenteerd door enkele golvende ganoïne richels en soms met een enkelvoudige middelste hoofdrichel.

## Fylogenie
Jonoichthys behoort tot de familie Aspidorhynchidae, binnen de orde Aspidorhynchiformes.